# Сол Перлматер
Сол Перлматер (енгл. Saul Perlmutter, 22. септембар 1959) је амерички астрофизичар, који је 2011. године, заједно са Адамом Рисом и Брајаном Шмитом, добио Нобелову награду за физику „за откриће убрзаног ширења универзума посматрањем удаљених супернових”.